# Лудольф Саксонский
Лудольф (Людольф) Саксонский (нем. Ludolf von Sachsen) (родился около 1300 года в Северной Германии — умер 10 апреля 1377 или 1378 в Страсбурге) — немецкий христианский теолог и духовный писатель.

## Биография
Сначала доминиканец, потом картезианец в Страсбурге, друг известного Таулера и сам мистик. Во время чумы в 1348 году он смело посещал заражённых болезнью, преподавая им причащение, несмотря на запрещение духовных властей. Он составил «Commentaria in psalmos Davidicos» (1506). Главной и наиболее известной работой Людольфа Саксонского является «Vita Christi» (Жизнь Христа), которая была закончена им в 1374 году. Некоторые считают его автором сочинения «О подражании Христу» («De imitatione Christi»), обыкновенно приписываемого Фоме Кемпийскому.